# Oratorio della Santissima Annunziata (Colorno)
L'oratorio della Santissima Annunziata, è un luogo di culto cattolico dalle forme barocche, situato in via Argine Santissima Annunziata a Vedole, frazione di Colorno, in provincia e diocesi di Parma; è sussidiario della parrocchiale di San Rocco di Vedole e fa parte della zona pastorale della Bassa.

## Storia
Il luogo di culto originario fu eretto nel 1568 per volere di Anna Sanseverino, monaca agostiniana a Parma e sorella del conte di Colorno Gianfrancesco, e successivamente fu donato ai domenicani.
Nel 1621 i frati rinunciarono alla cappella in favore della comunità di Colorno.
Nei primi anni del XVIII secolo Dorotea Sofia di Neuburg, moglie del duca di Parma Francesco Farnese, in seguito a un'innocua caduta da cavallo avvenuta nelle vicinanze del piccolo tempio, iniziò a frequentarlo. Nel 1719 la Duchessa ne divenne proprietaria e lo fece ricostruire in stile barocco con influssi bavaresi, incaricando della progettazione l'architetto di Corte Giuliano Mozzani, già attivo nel vicino palazzo Ducale di Colorno; sul retro fece inoltre edificare un casino, destinato a canonica e a sala da ricevimento personale. Al termine dei lavori, l'oratorio fu benedetto il 31 marzo 1720.
Alla morte di Dorotea Sofia di Neuburg nel 1748, il luogo di culto divenne proprietà delle duchesse che si succedettero a Parma; dopo la fine del ducato nel 1859, l'oratorio fu incamerato dal Regno d'Italia.
Nel 1897 fu realizzato l'argine del vicino torrente Parma, occupando gran parte del sagrato antistante il tempio.
Tra il 1927 e il 1928 il luogo di culto fu sottoposto a interventi di ristrutturazione, che riguardarono le facciate esterne e il tetto.
Nel 1929, in seguito alla sottoscrizione dei Patti Lateranensi, il piccolo tempio fu ceduto alla diocesi di Parma.
Nel 1979 le coperture furono provvisoriamente rifatte.
Tra il 1997 e il 1999 l'intero edificio fu ristrutturato, ripristinando integralmente le forme settecentesche in parte perdute.
Tra il 25 e il 27 gennaio 2012 un violento terremoto colpì il territorio emiliano, danneggiando i due campanili dell'oratorio, che furono rinforzati strutturalmente e restaurati nel 2019.

## Descrizione

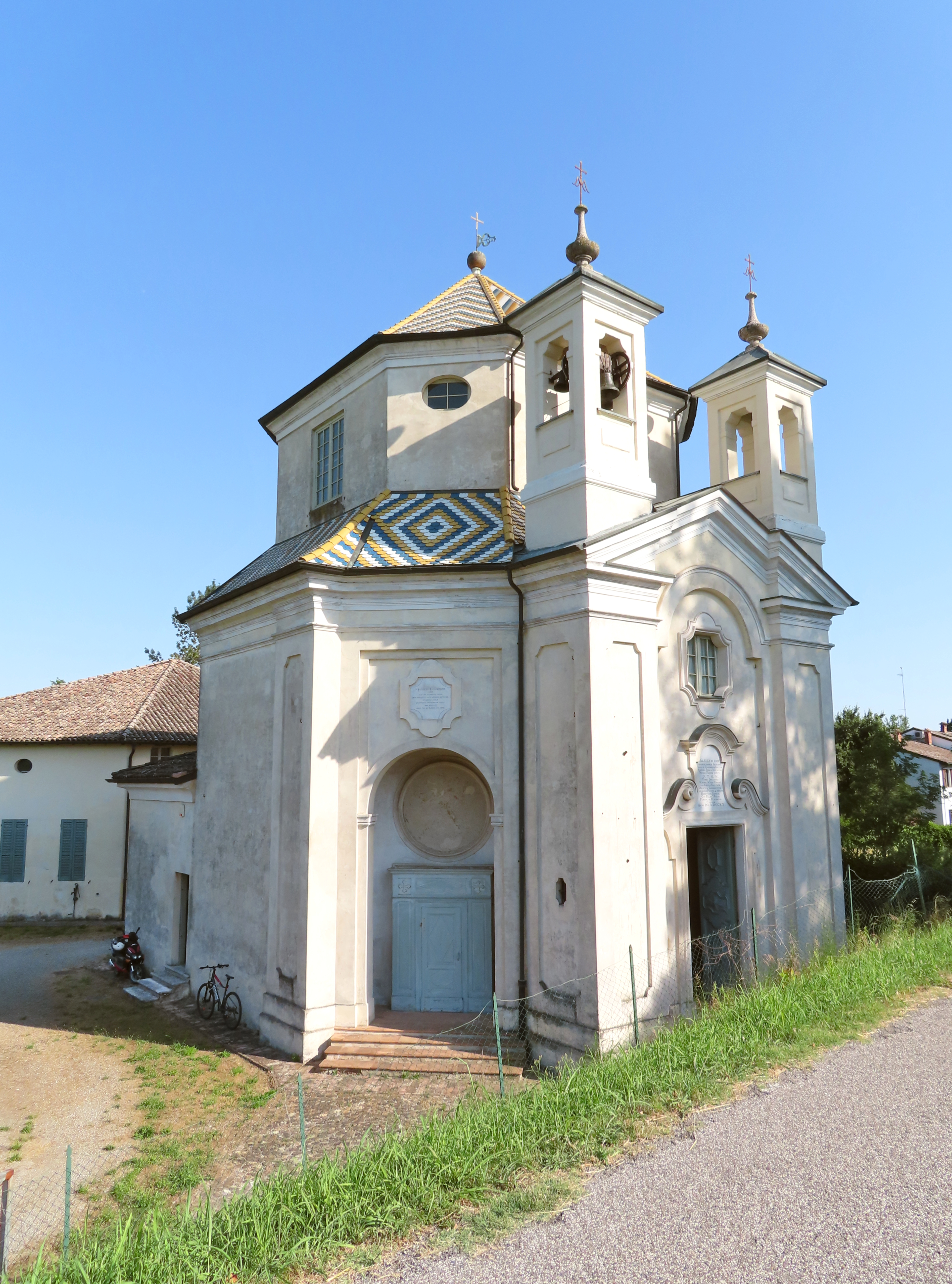
Facciata e lato nord

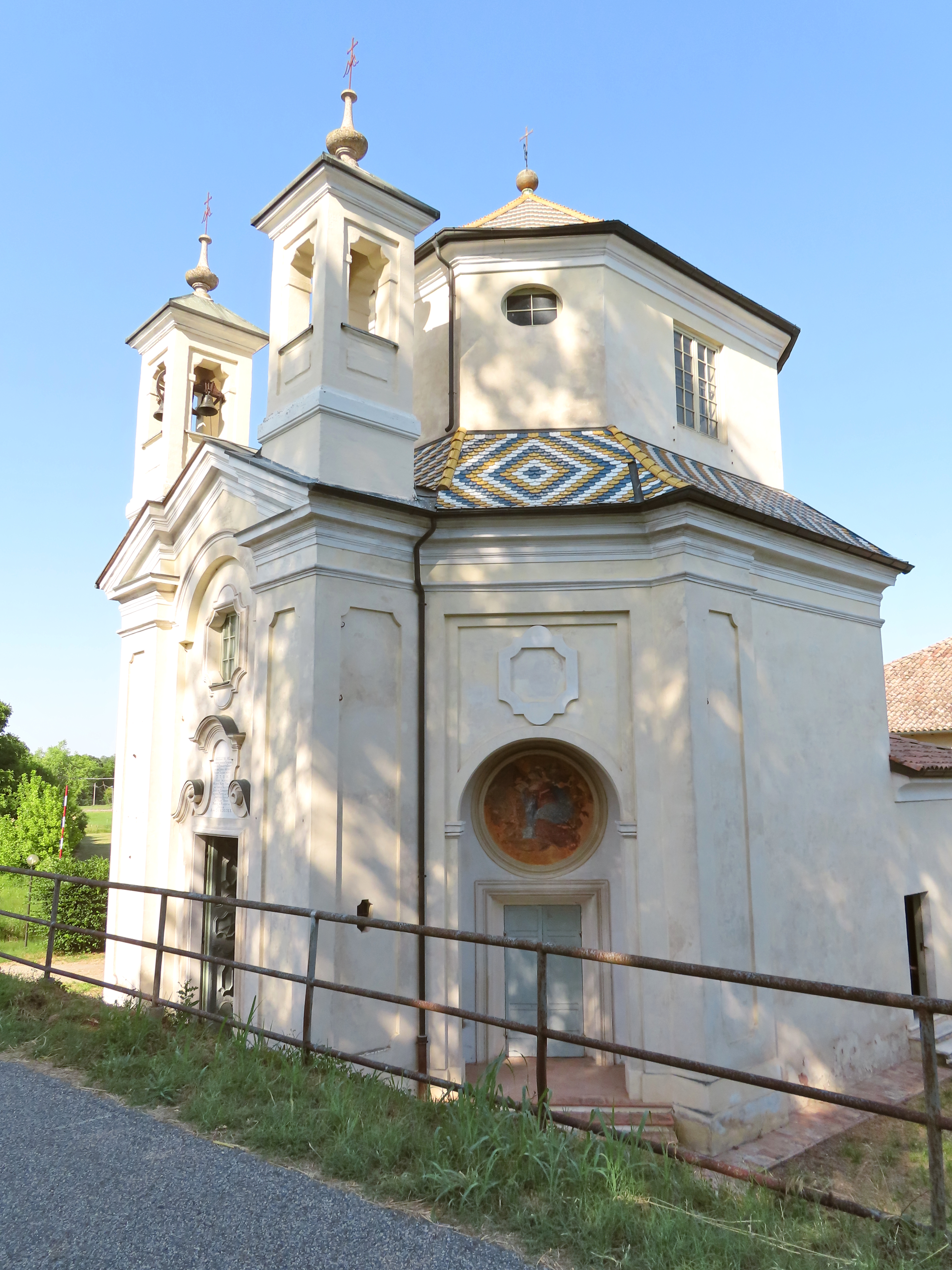
Facciata e lato sud

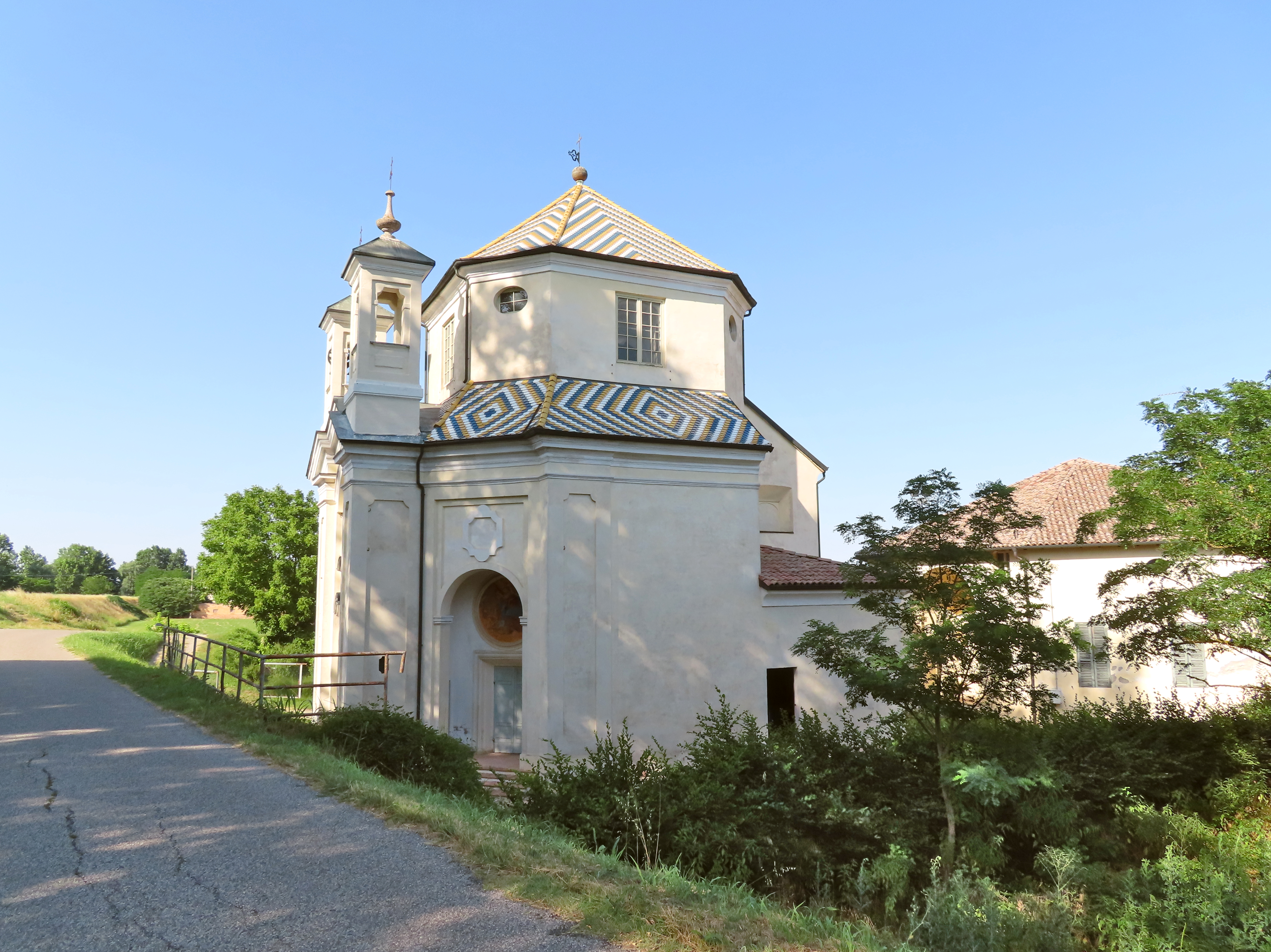
Lato sud

La chiesa si sviluppa su una pianta centrale ottagonale, che forma una croce greca coi quattro bracci, costituiti dall'ingresso a ovest, dal presbiterio a est e dalle due cappelle a sud e nord.
La stretta e simmetrica facciata a capanna, interamente intonacata come il resto dell'edificio, è delimitata da due larghe paraste, ornate con specchiature con angoli smussati; al centro, preceduto da alcuni gradini, è posto l'ampio portale d'ingresso principale, delimitato da una cornice modanata e sormontato da un elaborato frontone mistilineo contenente un'epigrafe affiancata da volute; più in alto si apre una finestra quadrata con angoli smussati, posta all'interno di una cornice mistilinea in rilievo; a coronamento si staglia un frontone triangolare, spezzato da un'arcata a tutto sesto; in sommità si elevano due piccoli campanili, con celle campanarie affacciate sulle quattro fronti attraverso monofore con angoli smussati.
I due prospetti diagonali laterali accolgono all'interno di due piccoli portici voltati a botte i portali d'accesso secondari, sormontati da due grandi tondi raffiguranti l'Annunciazione, ricavati, con integrazioni di Ilario Spolverini, durante la ristrutturazione del 1719 frammentando un unico dipinto eseguito intorno al 1568 per l'originario oratorio probabilmente da Alessandro Mazzola Bedoli.
Dal centro del tetto, coperto con scandole maiolicate di tre colori disposte formando disegni geometrici, si erge il grande tamburo a pianta ottagonale, illuminato da quattro grandi finestroni sui lati principali e da quattro oculi ovali sulle fronti diagonali.
All'interno l'ingresso principale è sormontato dalla cantoria lignea riccamente intagliata da Ignazio Marchetti nel 1774, contenente un organo realizzato da Giovanni Cavalletti nel 1775; il braccio d'accesso, delimitato da alte paraste coronate da capitelli corinzi, è coperto da una volta a botte dipinta nel mezzo con la raffigurazione di un Angelo.
L'alta aula presenta sulle pareti diagonali quattro porte incorniciate, sormontate da grandi nicchie a tutto sesto contenenti le statue in stucco ritraenti San Gioacchino, Sant'Anna, San Zaccaria e Santa Elisabetta, attribuite a Giuliano Mozzani; più in alto si trovano quattro medaglioni ottocenteschi dipinti a chiaroscuro con le raffigurazioni di tutte le duchesse succedutesi nella proprietà dell'edificio. In sommità si innalza sopra al cornicione in aggetto un'ampia cupola a base ottagonale, riccamente decorata: al centro è collocato, all'interno di un'ampia cornice circolare in stucco, un affresco a forma di stella eseguito da Sebastiano Galeotti, riproducente l'Assunta accolta in Paradiso dalla Trinità; intorno, alternati a finestroni delimitati da cornici mistilinee in stucco, si trovano all'interno di cornici in stucco quattro pannelli dipinti rappresentanti Gruppi di Apostoli, anch'essi realizzati dal Galeotti.
A sud e nord si aprono sull'aula, attraverso ampie arcate a tutto sesto rette da paraste corinzie, le cappelle laterali, coperte da volte a botte dipinte nel mezzo con le raffigurazioni di Angeli; gli ambienti, chiusi da cancelli in ferro battuto, accolgono gli altari con paliotti in scagliola, sormontati da ancone in stucco contenenti i dipinti raffiguranti rispettivamente la Presentazione al tempio, eseguita da Giuseppe Bissoli nel 1851, e l'Adorazione dei Magi, realizzata da Giorgio Scherer nel 1852.
Il presbiterio, lievemente sopraelevato, è preceduto dall'arco trionfale a tutto sesto, sostenuto da paraste corinzie; l'ambiente, chiuso superiormente da una volta a botte anch'essa affrescata al centro con la raffigurazione di un Angelo, accoglie l'altare maggiore ligneo a mensa, aggiunto nel 1999; sul fondo l'antico altare maggiore è sormontato da una monumentale ancona, costituita da due pilastri marmorei corinzi a sostegno del frontone spezzato di coronamento; l'opera, progettata dal Mozzani, delimita la grande pala rappresentante l'Annunciazione, eseguita da Giovanni Maria delle Piane.
L'oratorio ospita altre opere di pregio, tra cui una serie di arredi settecenteschi in stile Luigi XV e Luigi XVI, vari oggetti sacri e alcuni antichi paramenti, tra cui piviali e pianete.
Sul retro, isolata, si erge su due livelli la canonica, sviluppata su una pianta a esagono allungato e caratterizzata dalla presenza di due grandi portici voltati a botte al centro dei prospetti ovest ed est.